# Securidaca pyramidalis
Securidaca pyramidalis là một loài thực vật có hoa trong họ Polygalaceae. Loài này được Sprague ex Sandwith miêu tả khoa học đầu tiên năm 1931.